# Chacho Echenique
Néstor «Chacho» Echenique (Salta, 21 de julio de 1939) es un autor, compositor, intérprete y futbolista argentino.

## Carrera
A comienzo de 1961 llegó a Buenos Aires como jugador de fútbol de la Primera División del Club Atlético Lanús,  quien lo contrata como número 5. En un partido contra San Lorenzo de Almagro, el Toto Lorenzo, DT en ese momento y también DT de la selección argentina, lo lleva a San Lorenzo. Los problemas contractuales entre estos clubes, Juventud Antoniana de Salta y San Martín de Tucumán, con el que había firmado un convenio, no le permite jugar en San Lorenzo en el torneo oficial, y solo puede hacerlo en partidos amistosos.
Ante esta difícil situación, en el año 1963 viaja a Tucumán para jugar en San Martín. Ese mismo año, en el mes de noviembre, integra el seleccionado de la Federación Tucumana de Fútbol que obtiene el título de Campeón Argentino en Bahía Blanca.
Más adelante se retiraría del fútbol para dedicarse a la música.
En 1967 formó junto a Patricio Jiménez el Dúo Salteño que marcó un hito en la historia de la música popular argentina, por la sutil y peculiar armonía de sus voces. Junto al maestro Gustavo "Cuchi" Leguizamón, quien armonizó las dos voces del dúo y con su piano hacía sonar una tercera voz, y a los poetas Manuel J. Castilla y Miguel Ángel Pérez, llevaron el canto de Salta por todo el país. 
Es autor de Doña Ubensa, kaluyo que versa acerca de una madre que habitó en San Antonio de los Cobres.
Compuso temas como Madurando Sueños, Zamba del que anda solo (en conjunto con Armando Tejada Gómez), Coplera de las cocinas, La que se queda, Purmamarca, entre muchas otras.
También ofreció recitales como solista en importantes salas de Buenos Aires y el interior del país.
A fines de 2005 volvió a los escenarios junto a Patricio Jiménez con el Dúo Salteño después de 13 años.
Realizaron una exitosa gira por las Islas Canarias y participaron en el Festival Teresa de Bolívar (Teror - Gran Canaria) y en el Festival Sabandeño (La Laguna - Tenerife), para alegría de sus múltiples seguidores.
Patricio Jiménez muere debido a un ACV (accidente cerebrovascular) 22 de noviembre de 2009, lo que marca el fin del Dúo Salteño. Chacho Echenique retoma su carrera solista durante 2011, realizando presentaciones en diversos teatros argentinos.
A fines de 2013 se homenajeó a esos campeones con motivo de los 50 años de haber obtenido el título.
En diciembre de 2014, junto al pianista Hernán Ríos, edita su CD De estar, estando, con temas de Gustavo "Cuchi" Leguizamón.
En febrero de 2017 se presenta en la Serenata a Cafayate por los 50 años del Dúo Salteño, junto al pianista Leonel Goldstein.